# Fatiha Boudiaf
Fatiha Boudiaf (Orán, Argelia, 28 de noviembre de 1944) es una defensora de los derechos de la mujer y pacifista argelina.
Casada con el expresidente argelino Mohammed Boudiaf, asesinado el 29 de junio de 1992 a manos de un radical islámico. Desde aquel momento, Fatiha denuncia la investigación oficial de la muerte de su marido, sugiriendo que no fue obra de un fanático religioso sino que formaba parte de un complot político organizado.
En memoria de su marido crea la Fundación Boudiaf para la promoción de la paz y la ayuda a las viudas argelinas. 
En 1998 fue galardonada con el Premio Príncipe de Asturias de Cooperación Internacional, junto a Rigoberta Menchú, Fatana Ishaq Gailani, Somaly Mam, Emma Bonino, Graça Machel y Olayinka Koso-Thomas por «su trabajo por la defensa y dignificación de la mujer».